# Duguetia moricandiana
Duguetia moricandiana är en kirimojaväxtart som beskrevs av Carl Friedrich Philipp von Martius. Duguetia moricandiana ingår i släktet Duguetia och familjen kirimojaväxter. Inga underarter finns listade i Catalogue of Life.

## Bildgalleri

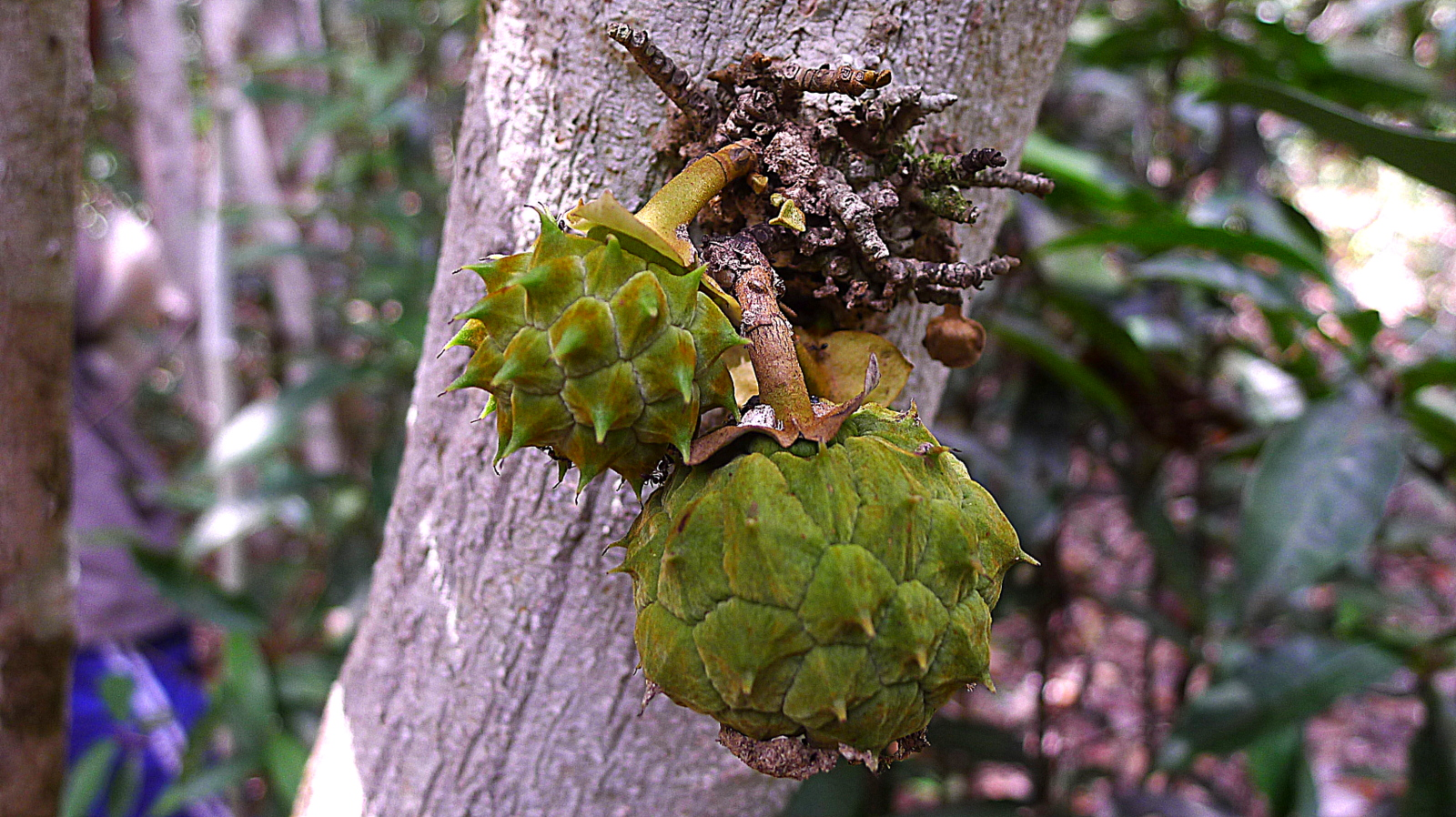
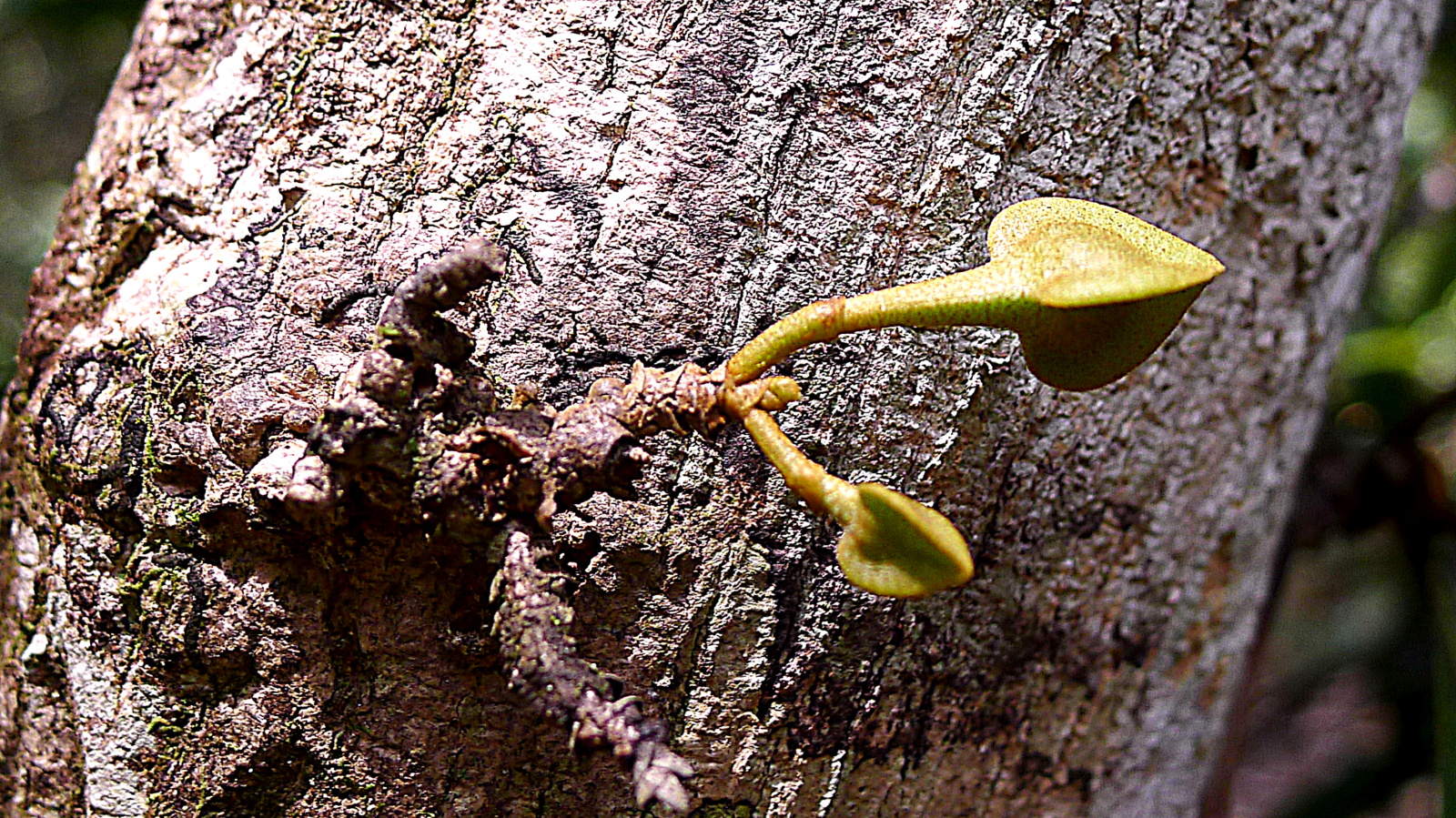
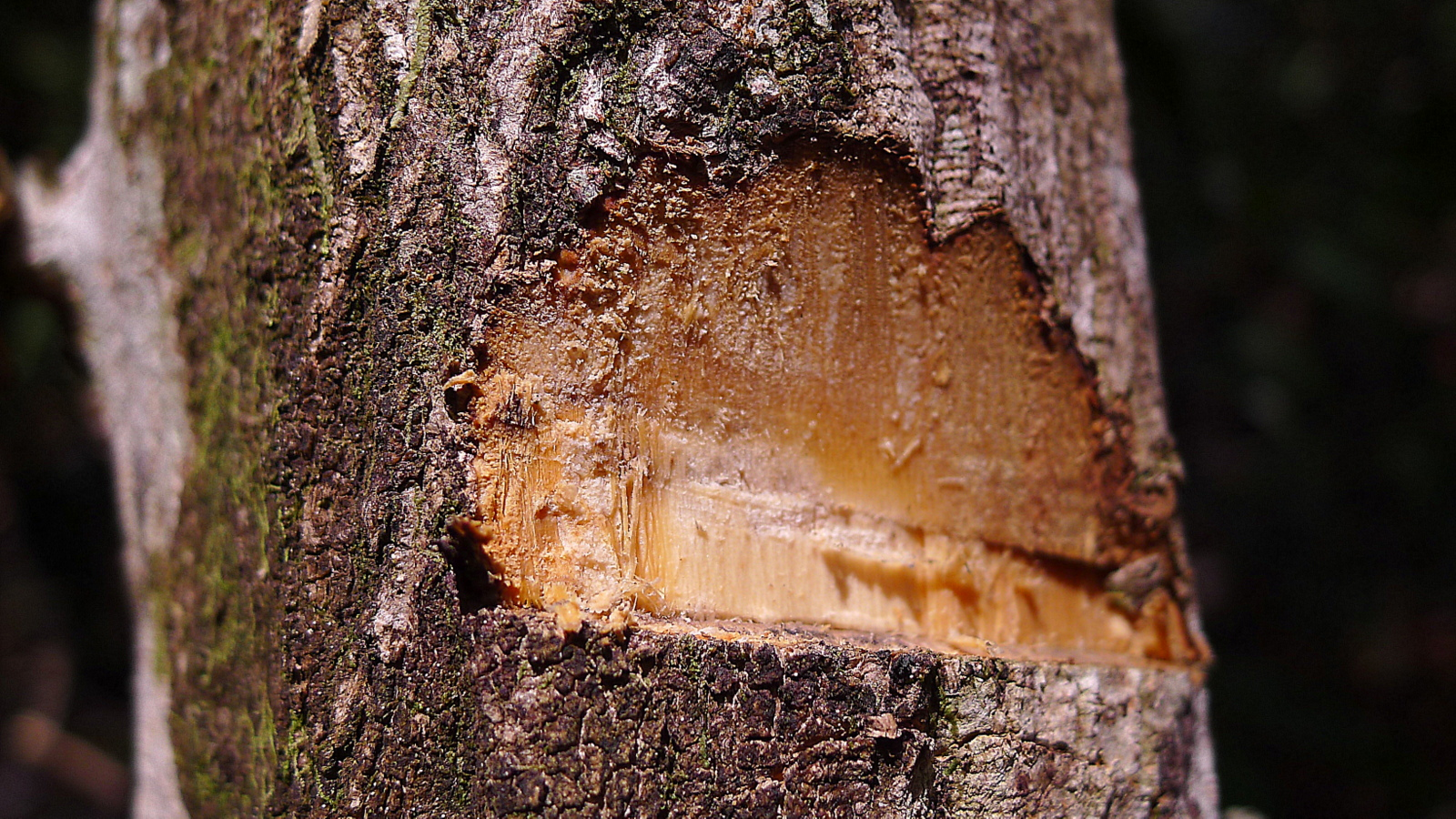
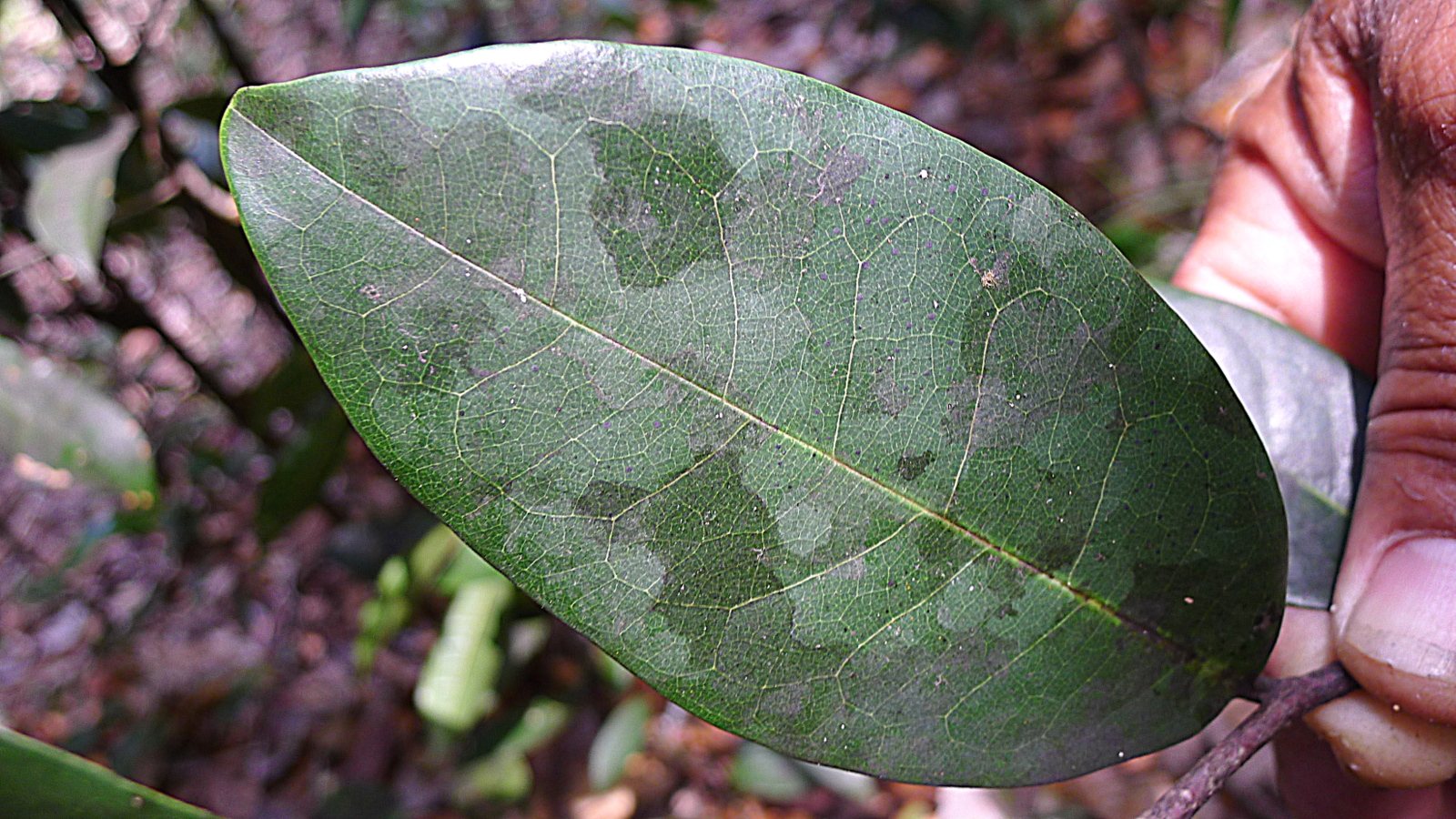